# Vladimir Putin
Vladimir Vladimirovič Putin [vladímir vladímirovič pútin] (rusko Влади́мир Влади́мирович Пу́тин) , ruski politik in državnik, * 7. oktober 1952, Leningrad, Sovjetska zveza.
Putin je diplomiral na leningrajski pravni fakulteti leta 1975, istega leta je bil rekrutiran v KGB. Do leta 1990 je služboval v Vzhodni Nemčiji. Tajno službo je zapustil leta 1991. Od leta 1991 do leta 1996 je v mestni hiši mesta Leningrad vodil komite za zunanje zveze. V letih od 1994 do 1996 je bil tudi prvi namestnik leningrajskega župana. V tem času se ga je prijel vzdevek »siva eminenca«. Kasneje se je leta 1996 preselil v Moskvo, da bi se pridružil administraciji predsednika Borisa Jelcina. Od julija 1998 do avgusta 1999 je bil vodja FSB (agencije, ki je nasledila KGB) in sekretar Varnostnega sveta, preden je bil avgusta 1999 imenovan za predsednika vlade. Po odstopu Jelcina je Putin postal vršilec dolžnosti, manj kot štiri mesece kasneje pa je bil dokončno izvoljen na svoj prvi predsedniški mandat in je bil ponovno izvoljen leta 2004. Ker je bil takrat ustavno omejen na dva zaporedna mandata kot predsednik, se je Putin odločil, da bo med letoma 2008 in 2012 ponovno postal premier, leta 2012 pa je bil ponovno izvoljen za predsednika in spet leta 2018 in 2024. Aprila 2021 je po referendumu podpisal zakonodajno spremembo, ki bi mu omogočila, da se še dvakrat poteguje za ponovne volitve, s čimer bi lahko podaljšala predsedovanje na leto 2036.
V njegovem prvem predsedniškem mandatu je rusko gospodarstvo zaznamovala 7 % povprečna letna rast BDP in druge izboljšave ekonomske situacije. Rast je bila posledica petkratnega zvišanja cen nafte in plina, ki predstavlja večino ruskega izvoza, okrevanja po postkomunistični depresiji in finančnih krizah, povečanja tujih naložb ter preudarne gospodarske in fiskalne politike. Hkrati je v začetku mandata sprožil ponovno vojno proti Čečeniji, ki se je končala s ponovnim prevzemom ruskega nadzora nad deželo. Od leta 2008 do 2012 je bil predsednik vlade pod vodstvom Dmitrija Medvedeva in je nadzoroval obsežno vojaško reformo, reformo policije in vojno proti Gruziji, ki se je končala z okupacijo dela države. Leta 2012 se je Putin potegoval za tretji mandat predsednika in zmagal s skoraj 64 % glasov, domnevno s pomočjo volilne goljufije. V tretjem mandatu je leta 2014 vodil okupacijo Krima in vojno v Donbasu, zaradi katerih je bila Rusija deležna mednarodnih sankcij, ki so skupaj z znižanjem cen nafte povzročile še vedno trajajočo finančno krizo. Putinov razvoj je vključeval gradnjo cevovodov, obnovo satelitskega navigacijskega sistema GLONASS in izgradnjo infrastrukture za mednarodne dogodke, kot so Zimske olimpijske igre 2014 v Sočiju. Leta 2015 je pomagal svojemu zavezniku Bašarju al Asadu in ukazal vojaško posredovanje v sirski državljanski vojni. Putin je s 76 % glasov bil na volitvah leta 2018, ki so bile zopet označene za prirejene, ponovno izvoljen. 
Leta 2022 je Putin sprožil rusko invazijo na Ukrajino (še traja), zaradi katere sta Rusija in tudi Putin sam bila močno sankcionirana. Razglasil je delno mobilizacijo in okupiral več ukrajinskih oblasti. Zaradi vojnega zločina deportacij ukrajinskih otrok je Mednarodno kazensko sodišče razpisalo tiralico za aretacijo Putina. Junija 2023 je preživel poskus državnega udara najemniške skupine Wagner. Na predsedniških volitvah leta 2024, ki so jih zaznamovale obtožbe o poneverbi in zatiranju opozicije, je bil z 87,97 odstotki izvoljen še za en mandat.
Čeprav je Rusija uradno demokratična država, kritiki Putinovega vodstva menijo, da se je državna ureditev de facto preobrazila v avtoritarno diktaturo, njegov sistem pa je bil poimenovan putinizem. Putinovo vladavino so zaznamovali endemična korupcija, zapiranje in zatiranje političnih nasprotnikov, ustrahovanje in zatiranje svobode medijev v Rusiji ter vprašljivost svobodnih in poštenih volitev. Putinova Rusija je dosegla slabe rezultate na indeksu zaznave korupcije Transparency International, Indeksu demokracije Economist Intelligence Unit in indeksu svoboda v svetu Freedom House. Putinova zunanja politika je Rusijo vse bolj vračala v antagonistično držo do Evrope in Zahoda.
Putin je ločen in ima hčerki Marijo (rojena leta 1985) in Katarino (rojena leta 1986). Tekoče govori nemški jezik in po lastnih navedbah »tudi malo angleškega«, je mojster v borilnih veščinah sambo in judo.

## Mladost
Vladimir Vladimirovič Putin se je rodil 7. oktobra 1952 v Leningradu (danes Sankt Peterburg, Rusija). Bil je najmlajši od treh otrok Vladimirja Spiridonoviča Putina (1911–1999) in Marije Ivanovne Putine (rojena Šelomova; 1911–1998). Spiridon Putin, dedek Vladimirja Putina, je bil Leninov in Stalinov kuhar. Pred Putinovim rojstvom sta umrla dva brata, Viktor in Albert, rojena sredi tridesetih let. Albert je umrl v otroštvu, Viktor pa zaradi davice med obleganjem Leningrada s strani sil nacistične Nemčije v drugi svetovni vojni. Putinova mama je bila tovarniška delavka, njegov oče pa je bil nabornik v Sovjetski vojni mornarici in služil v podmorniških enotah Baltske flote v tridesetih letih. Na začetku druge svetovne vojne je njegov oče služil v uničevalnem bataljonu NKVD. Kasneje je bil premeščen v redno vojsko in bil leta 1942 hudo ranjen. Putinovo babico po materini strani so leta 1941 ubili nemški okupatorji v regiji Tver, njegovi strici po materini strani pa so med drugo svetovno vojno izginili na vzhodni fronti.
1. septembra 1960 je Putin začel obiskovati šolo št. 193 na Baskovem pasu, blizu svojega doma. Bil je eden redkih v razredu (približno 45 učencev), ki še niso bili člani organizacije Mladi pionir. Pri 12 letih je začel vaditi sambo in judo. Putin je študiral nemščino na srednji šoli 281 v Sankt Peterburgu in jo danes tudi tekoče govori.
Putin je leta 1970 študiral pravo na Leningradski državni univerzi po imenu Andreja Ždanova (danes Državna univerza Sankt Peterburg) in diplomiral leta 1975. Pridružiti se je moral Komunistični partiji Sovjetske zveze in ostati njen član, dokler ni prenehala obstajati (avgusta 1991 je bila prepovedana). Putin je spoznal Anatolija Sobčaka, docenta, ki je poučeval poslovno pravo in kasneje postal soavtor ruske ustave in korupcijskih shem, preganjanih v Franciji.

## Kariera v KGB
Leta 1975 se je Putin pridružil KGB in se usposabljal v 401. šoli KGB v Ohti v Leningradu (danes Sankt Peterburg). Po usposabljanju je delal v Drugem glavnem direktoratu (protiobveščevalna služba), nato pa je bil premeščen v I. glavni direktorat, kjer je spremljal tujce in konzularne uradnike v Leningradu.[21][38][39] Septembra 1984 je bil poslan v Moskvo na nadaljnje usposabljanje na Inštitutu Rdečega transparenta Jurija Andropova. Od leta 1985 do 1990 je služboval v Dresdnu v Vzhodni Nemčiji, pri čemer je kot prevajalec uporabljal spremenjeno identiteto. To obdobje v njegovi karieri je nejasno in kontroverzno. 
Masha Gessen, ruska-američanka in avtorica biografije o Putinu, trdi, da so "Putin in njegovi kolegi bili omejeni predvsem na zbiranje izrezkov iz medijev, s čimer so prispevali h goram neuporabnih informacij, ki jih proizvaja KGB". Putinovo delo sta omalovaževala tudi nekdanji vodja Stasija Markus Wolf in Putinov nekdanji kolega iz KGB-ja Vladimir Usolcev. Po mnenju novinarke Catherine Belton je bilo to omalovaževanje pravzaprav krinka za Putinovo vpletenost v koordinacijo KGB in podporo teroristični frakciji Rdeče armade, katere člani so se ob podpori Stasija pogosto skrivali v Vzhodni Nemčiji, Dresden pa je imel prednost kot »obrobno« mesto z nizko prisotnostjo zahodnih obveščevalnih služb. Po navedbah anonimnega vira, nekdanjega pripadnika RAF, so skrajneži na enem od teh srečanj v Dresdnu Putinu predstavili seznam orožja, ki je bilo kasneje dostavljeno RAF v Zahodni Nemčiji. Klaus Zuchold, ki je trdil, da ga je rekrutiral Putin, je dejal, da je slednji obdeloval tudi neonacista Rainerja Sonntaga in poskušal zaposliti avtorja študije o strupih.
Po Putinovi uradni biografiji je med padcem Berlinskega zidu shranil dokumente Sovjetskega kulturnega centra (Hiša prijateljstva) in vile KGB v Dresdnu, da bi preprečil demonstrantom, vključno z agenti KGB in Stasi, da bi jih pridobili in uničili. Nato je menda v nekaj urah zažgal le kartoteke KGB, vendar je za nemške oblasti rešil arhiv Sovjetskega kulturnega centra. Številni dokumenti vile KGB so bili poslani v Moskvo.
Po razpadu komunistične vlade v Vzhodni Nemčiji naj bi Putin odstopil iz aktivne službe KGB zaradi sumov, ki so se pojavili glede njegove zvestobe med demonstracijami v Dresdnu in prej, čeprav sta KGB in sovjetska vojska še vedno delovala v Nemčiji, in se v začetku leta 1990 vrnil v Leningrad, kjer je približno tri mesece delal na oddelku za mednarodne zadeve Leningrajske državne univerze, poročal je prorektorju Juriju Molčanovu. Tam je iskal nove rekrute KGB, opazoval študentsko skupino in obnovil prijateljstvo s svojim nekdanjim profesorjem Anatolijem Sobčakom, ki je kmalu postal župan Leningrada.[47] Putin trdi, da je odstopil v činu podpolkovnika 20. avgusta 1991, na drugi dan poskusa sovjetskega državnega udara leta 1991 proti sovjetskemu predsedniku Mihailu Gorbačovu. Putin je dejal: "Takoj, ko se je državni udar začel, sem se odločil, na kateri strani sem", čeprav je tudi opozoril, da je bila izbira težka, ker je najboljši del svojega življenja preživel z "organi".
Leta 1999 je Putin komunizem opisal kot »slepo ulico, daleč stran od glavnega toka civilizacije«.

## Politika

### 1990–1996: V administraciji Sankt Peterburga
Maja 1990 je bil Putin imenovan za svetovalca za mednarodne zadeve župana Leningrada Anatolija Sobčaka. Leta 2017 je v intervjuju z Oliverjem Stoneom dejal, da je leta 1991 po državnem udaru proti Mihailu Gorbačovu odstopil iz KGB, saj se ni strinjal s tem, kar se je zgodilo, in ni želel biti del obveščevalnih služb v novi administraciji. Glede na Putinove izjave v letih 2018 in 2021 se domneva, da je morda delal kot zasebni taksist, da bi dodatno zaslužil, ali pa je razmišljal o takem delu.
28. junija 1991 je postal vodja odbora za zunanje odnose pri županu, zadolžen za spodbujanje mednarodnih odnosov in tujih investicij ter registracijo poslovnih podvigov. V enem letu je Putina preiskoval mestni zakonodajni svet, ki ga je vodila Marina Salje. Ugotovljeno je bilo, da je podcenjeval cene in dovolil izvoz kovin v vrednosti 93 milijonov dolarjev v zameno za tujo prehransko pomoč, ki pa nikoli ni prispela. Kljub priporočilu preiskovalcev, naj Putina odpustijo, je ostal vodja odbora za zunanje odnose do leta 1996. Od leta 1994 do 1996 je opravljal številne druge politične in vladne položaje v Sankt Peterburgu.
Marca 1994 je bil Putin imenovan za prvega namestnika predsednika vlade Sankt Peterburga. Maja 1995 je v Sankt Peterburgu organiziral podružnico provladne politične stranke Naš dom – Rusija, liberalne stranke oblasti, ki jo je ustanovil premier Viktor Černomirdin. Leta 1995 je vodil volilno kampanjo za to stranko, od leta 1995 do junija 1997 pa je bil vodja njene podružnice v Sankt Peterburgu.

### 1999: Predsednik vlade
9. avgusta 1999 je bil Putin imenovan za enega od treh podpredsednikov vlade, kasneje istega dne pa ga je predsednik Jelcin imenoval za vršilca dolžnosti predsednika vlade Ruske federacije. Jelcin je tudi napovedal, da želi videti Putina kot svojega naslednika. Še istega dne je Putin izrazil strinjanje za predsedniško kandidaturo.
Državna duma je 16. avgusta potrdila njegovo imenovanje za predsednika vlade s 233 glasovi za (84 proti, 17 vzdržanih), s čimer je postal peti predsednik ruske vlade v manj kot osemnajstih mesecih. Ob njegovem imenovanju je malokdo pričakoval, da bo Putin, širši javnosti tako rekoč neznan, zdržal dlje kot njegovi predhodniki. Sprva je veljal za Jelcinu zvestega; tako kot drugi predsedniki vlad Borisa Jelcina tudi Putin ministrov ni izbiral sam, njegovo vlado je določila predsedniška administracija.
Glavni Jelcinovi nasprotniki in morebitni nasledniki so se že zavzemali za zamenjavo bolnega predsednika in so se močno borili, da bi preprečili, da bi Putin postal potencialni naslednik. Po ruskih bombnih napadih na stanovanja in invaziji mudžahedinov v Dagestan, vključno z nekdanjimi agenti KGB, s sedežem v Čečenski republiki Ičkeriji, sta se Putinova podoba zakona in reda in nepopustljiv pristop k drugi čečenski vojni kmalu združila, da sta dvignila njegovo priljubljenost in omogočila da bo prehitel svoje tekmece.
Čeprav ni formalno povezan z nobeno stranko, je Putin obljubil svojo podporo novoustanovljeni Stranki enotnosti, ki je na volitvah v dumo decembra 1999 osvojila drugi največji odstotek glasov (23,3 %), nato pa je podprla Putina.

### 1999–2000: V. d. predsednika
31. decembra 1999 je Boris Jelcin nepričakovano odstopil in Putin je v skladu z Ustavo Rusije postal vršilec dolžnosti predsednika Ruske federacije. Po prevzemu funkcije je odšel na predhodno načrtovan obisk ruskih vojakov v Čečeniji. Medtem, ko so se njegovi nasprotniki pripravljali na volitve junija 2000, so bile te zaradi Jelcinovega odstopa že 26. marca 2000; Putin je zmagal v prvem krogu s 53 % glasov.

### 2000–2004: Prvi mandat predsednika države
Inavguracija predsednika Putina je bila 7. maja 2000. Za predsednika vlade je imenoval ministra za finance Mihaila Kasjanova.
Prvi večji izziv za Putinovo priljubljenost se je zgodil avgusta 2000, ko so ga kritizirali zaradi domnevnega napačnega ravnanja ob nesreči podmornice Kursk. Trajalo je namreč nekaj dni, da se je Putin vrnil z dopusta, in še nekaj dni, preden je obiskal kraj nesreče. Med letoma 2000 in 2004 se je Putin lotil obnove obubožane države, očitno je zmagal v boju za oblast z ruskimi oligarhi in z njimi dosegel 'veliko kupčijo'. Ta kupčija je oligarhom omogočila, da obdržijo večino svojih pooblastil v zameno za njihovo izrecno podporo Putinovi vladi in usklajevanje z njo.
Oktobra 2002 se je zgodilo zajetje talcev v moskovskem gledališču. Mnogi v ruskem tisku in mednarodnih medijih so opozarjali, da bi smrt 130 talcev v reševalni akciji posebnih sil med krizo močno škodila priljubljenosti predsednika Putina. Toda kmalu po koncu obleganja je ruski predsednik užival rekordno javno odobravanje – 83 % Rusov je izjavilo, da so zadovoljni s Putinom in njegovim ravnanjem.
Leta 2003 je bil v Čečeniji izveden referendum, na katerem je bila sprejeta nova ustava, ki razglaša, da je Republika Čečenija del Rusije; po drugi strani pa je regija pridobila določeno avtonomijo. Čečenija se je postopoma stabilizirala z vzpostavitvijo parlamentarnih volitev in regionalne vlade. V času druge čečenske vojne je Rusija močno zatrla čečensko uporniško gibanje; vendar so se občasni napadi upornikov še naprej pojavljali po celotnem severnem Kavkazu.

### 2004–2008: Drugi mandat predsednika države
14. marca 2004 je bil Putin drugič izvoljen za predsednika. Prejel je 71 % glasov. Kmalu za tem, od 1. do 3. septembra 2004, je prišlo do zajetja talcev v šolah v Beslanu; umrlo je več kot 330 ljudi, od tega 186 otrok.
Skoraj 10-letno obdobje pred vzponom Putina po razpadu sovjetske oblasti je bilo v Rusiji čas preobratov. Putin je v govoru v Kremlju leta 2005 razpad Sovjetske zveze označil za "Največjo geopolitično katastrofo dvajsetega stoletja." Pojasnil je: "da je prav tako epidemija razpada okužila Rusijo samo." Socialna varnostna mreža je izginila in pričakovana življenjska doba se je v obdobju pred Putinovo vladavino skrajšala.[95] Leta 2005 so se začeli nacionalni prednostni projekti za izboljšanje ruskega zdravstvenega varstva, izobraževanja, stanovanj in kmetijstva.
Kazenski pregon takrat najbogatejšega človeka v Rusiji, predsednika naftne in plinske družbe Yukos Mihaila Hodorkovskega, zaradi goljufije in davčne utaje je mednarodni tisk videl kot maščevanje za donacije Hodorkovskega tako liberalnim kot komunističnim nasprotnikom Kremlja. Hodorkovskega so aretirali, Yukos je bil v stečaju, premoženje družbe pa je bilo prodano po nižji tržni vrednosti, največji delež pa je pridobila državna družba Rosneft. Usoda Yukosa je bila videti kot znak širšega premika Rusije k sistemu državnega kapitalizma. To je bilo poudarjeno tudi julija 2014, ko je Stalno arbitražno sodišče v Haagu delničarjem Yukosa dodelilo 50 milijard dolarjev odškodnine.
7. oktobra 2006 je bila Ana Politkovska, novinarka, ki je razkrila korupcijo v ruski vojski in njeno ravnanje v Čečeniji, ustreljena v avli svoje stanovanjske hiše, in sicer na Putinov rojstni dan. Smrt Politkovske je sprožila mednarodne kritike z obtožbami, da Putin ni uspel zaščititi novih neodvisnih medijev v državi. Putin je sam dejal, da je njena smrt vladi povzročila več težav kot njeno pisanje.

Leta 2007 je opozicijska skupina Druga Rusija, ki sta jo vodila nekdanji šahovski prvak Garry Kasparov in vodja nacionalboljševcev Eduard Limonov, organizirala "Dissenters' Marches".
 Po predhodnih opozorilih so demonstracije v več ruskih mestih doletele policijske akcije, kar je vodilo tudi v vmešavanje v gibanje protestnikov in aretacije kar 150 ljudi, ki so poskušali prebiti policijske linije.
12. septembra 2007 je Putin na zahtevo premierja Mihaila Fradkova razpustil vlado. Fradkov je komentiral, da naj bi predsedniku dal »svobodne roke« pred državnozborskimi volitvami. Za novega predsednika vlade je bil imenovan Viktor Zubkov. Decembra 2007 je Putinova strank Združena Rusija na predčasnih volitvah dobila 64,24 % glasov. Strankino zmago so mnogi videli kot znak močne ljudske podpore takratnemu ruskemu vodstvu in njegovi politiki.

### 2008–2012: Drugi mandat predsednika vlade
Putinu je ustava onemogočala tretji predsedniški mandat. Za njegovega naslednika je bil izvoljen prvi podpredsednik vlade Dimitrij Medvedjev. V operaciji zamenjave oblasti 8. maja 2008, le dan po predaji predsedovanja Medvedjevu, je bil Putin imenovan za predsednika ruske vlade, pri čemer je ohranil svojo politično prevlado.
Putin je dejal, da je bilo premagovanje posledic svetovne gospodarske krize eden od dveh glavnih dosežkov njegovega drugega premierskega mandata. Druga je bila stabilizacija števila ruskega prebivalstva med letoma 2008 in 2011 po dolgem obdobju demografskega kolapsa, ki se je začelo v 90. letih dvajsetega stoletja.
Na kongresu Združene Rusije v Moskvi 24. septembra 2011 je Medvedjev uradno predlagal, da Putin leta 2012 kandidira za predsednika države, kar je Putin sprejel. Glede na skoraj popolno prevlado Združene Rusije v ruski politiki so številni opazovalci menili, da je Putinu tretji mandat zagotovljen. Pričakovati je tudi bilo, da bo Medvedjev na parlamentarnih volitvah decembra nastopil na volitvah Združene Rusije, s ciljem, da ob koncu predsedniškega mandata postane premier.
Po parlamentarnih volitvah 4. decembra 2011 je več deset tisoč Rusov sodelovalo v protestih proti domnevnim volilnim goljufijam, največjim protestom v Putinovem času. Protestniki so kritizirali Putina in Združeno Rusijo ter zahtevali razveljavitev volilnih rezultatov. Ti protesti so sprožili strah pred barvno revolucijo v družbi. Putin naj bi med letoma 2005 in 2012 organiziral številne paravojaške skupine, zveste sebi in stranki Združena Rusija.

### 2012–2018: Tretji predsedniški mandat
Medvedjev je 24. septembra 2011 med govorom na kongresu stranke Združena Rusija napovedal, da bo stranki priporočil, da predlaga Putina za svojega predsedniškega kandidata. Povedal je tudi, da se je s Putinom o tem že pogovarjal. Ta stik so mnogi v medijih poimenovali »Rokirovka«, ruski izraz za šahovsko potezo »castling«.  
4. marca 2012 je Putin že v prvem krogu s 63,6 % glasov zmagal na predsedniških volitvah. Rezultati so bili deležni več dvomov o prirejanju volitev. Opozicijske skupine so Putina in stranko Združena Rusija obtožile goljufije. Volitve so kritizirali mednarodni opazovalci Organizacije za varnost in sodelovanje v Evropi zaradi postopkovnih nepravilnosti. 
Protesti proti Putinu so potekali že med predsedniško kampanjo in tudi po njej. Najbolj razvpit protest je bil nastop Pussy Riot 21. februarja in kasnejše sojenje.[134] Po ocenah se je 6. maja v Moskvi zbralo med 8.000 in 20.000 protestnikov, v spopadih s policijo pa je bilo ranjenih 80 ljudi in 450 aretiranih, še 120 aretiranih je bilo naslednji dan. Prišlo je do nasprotnega protesta Putinovih privržencev, ki je dosegel vrhunec z zbiranjem približno 130.000 navijačev na stadionu Lužniki, največjem ruskem stadionu. Nekateri udeleženci so izjavili, da so za udeležbo prejeli plačilo, da so jih prisilili delodajalci ali pa so bili zavedeni v prepričanje, da se bodo namesto tega udeležili ljudskega praznika. Shod velja za največjega v podporo Putinu doslej. 
Putinova predsedniška inavguracija je v Kremlju potekala 7. maja 2012. Prvi dan kot predsednik je Putin izdal 14 predsedniških odlokov, ki jih mediji včasih imenujejo »majski odloki«, vključno z daljšim, ki navaja obsežne cilje za rusko gospodarstvo. Drugi odloki so se nanašali na izobraževanje, stanovanja, usposabljanje kvalificirane delovne sile, odnose z Evropsko unijo, obrambno industrijo, medetnične odnose in druga področja politike, ki jih obravnavajo Putinovi programi iz časa predsedniške kampanje. 
V letih 2012 in 2013 sta Putin in stranka Združena Rusija podprla strožjo zakonodajo proti skupnosti LGBT v Sankt Peterburgu, Arhangelsku in Novosibirsku; Državna duma je junija 2013 sprejela zakon, imenovan ruski zakon o homoseksualni propagandi, ki je proti "homoseksualni propagandi" (ki prepoveduje simbole, kot je mavrična zastava, kot tudi objavljena dela, ki vsebujejo homoseksualno vsebino). V odgovor na mednarodno zaskrbljenost glede ruske zakonodaje je Putin prosil kritike, naj opozorijo, da je zakon "prepoved propagande pedofilije in homoseksualnosti", in izjavil, da bi morali homoseksualni obiskovalci zimskih olimpijskih iger 2014 "pustiti otroke v miru", a je izjavo kasneje zanikal. 
Junija 2013 se je Putin udeležil televizijskega shoda Vseruske ljudske fronte, kjer je bil izvoljen za vodjo gibanja, ki je bilo ustanovljeno leta 2011. Po mnenju novinarja Steva Rosenberga naj bi gibanje "ponovno povezalo Kremelj z ruskim ljudstvom" in nekega dne, če bo potrebno, nadomestilo vse bolj nepriljubljeno stranko Združena Rusija, ki trenutno podpira Putina.

#### Priključitev Krima
Leta 2014 je Rusija izvedla več vojaških vpadov na ukrajinsko ozemlje. Po protestih Evromajdana in padcu ukrajinskega predsednika Viktorja Janukoviča so ruski vojaki brez oznak prevzeli nadzor nad strateškimi položaji in infrastrukturo na ukrajinskem polotoku Krim. Rusija je nato na Krimu in Sevastopolu izvedla referendum, na katerem so po uradnih rezultatih krimski prebivalci glasovali za pridružitev k Ruski federaciji.

#### Intervencija v Siriji
Predsednik Putin je 30. septembra 2015 odobril rusko vojaško posredovanje v sirski državljanski vojni po uradni prošnji sirske vlade za vojaško pomoč proti uporniškim in džihadističnim skupinam.
Ruske vojaške aktivnosti so vključevale zračne napade, napade z manevrirnimi raketami in uporabo svetovalcev na frontni črti ter ruskih posebnih sil proti militantnim skupinam, ki nasprotujejo sirski vladi, vključno s sirsko opozicijo ter Islamsko državo Iraka in Levanta (ISIL), fronte al-Nusra (Al Kaida v Levantu), Tahrir al-Sham, Ahrar al-Sham in osvajalno vojsko. Po Putinovi objavi 14. marca 2016, da je bila misija, ki jo je določil za rusko vojsko v Siriji, "v veliki meri opravljena" in da je ukazal umik "glavnega dela" ruskih sil iz Sirije, so ruske sile napotene v Sirijo je še naprej aktivno delovale v podporo sirski vladi.

### 2018–2024: Četrti predsedniški mandat
Putin je na ruskih predsedniških volitvah leta 2018 zmagal z več kot 76 % glasov. Njegov četrti mandat se je začel 7. maja 2018 in je trajal do leta 2024. Prvi dan mandata je Putin Dmitrija Medvedjeva pozval k sestavi nove vlade. 15. maja 2018 je Putin sodeloval pri odprtju avtocestnega odseka Krimskega mostu. 18. maja 2018 podpisal odloke o sestavi nove vlade. 25. maja istega leta je sporočil, da za predsednika leta 2024 ne bo kandidiral, in to utemeljil z rusko ustavo. Kasneje je bila na referendumih potrjena nova ustava, ki je med drugim na novo opredelila predsedniško funkcijo. Putin se lahko po novi ustavi poteguje še za dva predsedniška mandata.

#### Invazija na Ukrajino
Po prozahodni revoluciji dostojanstva v Ukrajini leta 2014 je Putin zasedel vzhodne regije države in si priključil Krim. Julija 2021 je Putin objavil esej z naslovom O zgodovinski enotnosti Rusov in Ukrajincev (rusko: Об историческом единстве русских и украинцев; ukrajinsko: Про історичну єдність росіян та українців, latinizirano: Pro istorychnu yednist rosian ta ukraintsiv), v katerem navaja, da bi morali Belorusi, Ukrajinci in Rusi biti v enem vseruskem narodu kot del ruskega sveta in so "eno ljudstvo", ki ga "sile, ki so vedno skušale spodkopati našo enotnost", so želele "deliti in vladati". Esej zanika obstoj Ukrajine kot neodvisne države.
Septembra 2021 je Ukrajina izvedla vojaške vaje s silami zveze NATO. Kremelj je opozoril, da bo Natova širitev vojaške infrastrukture v Ukrajini za Putina prestop "rdeče črte". Putinov tiskovni predstavnik Dmitrij Peskov je zanikal obtožbe, da se Rusija pripravlja na morebitno invazijo na Ukrajino.

Putin je 30. novembra izjavil, da bi bila širitev Nata na Ukrajino, zlasti namestitev kakršnih koli balističnih raket dolgega dosega, ki bi lahko udarile ruska mesta ali ameriške nacionalne sisteme protiraketne obrambe, podobne tistim v Romuniji in na Poljskem, pri Kremlju razumljene kot "rdeča črta". Putin je ameriškega predsednika Joeja Bidna prosil za pravna zagotovila, da se NATO ne bo širil proti vzhodu ali postavil "Orožnih sistemov, ki nas ogrožajo, v neposredni bližini ruskega ozemlja." ZDA in Nato sta zavrnila Putinove zahteve.
Kljub krepitvi ruske vojske so ruski uradniki več mesecev zanikali, da bi Rusija nameravala napasti Ukrajino. 12. novembra 2021 je Putinov tiskovni predstavnik Dmitrij Peskov novinarjem dejal, da »Rusija nikomur ne grozi. Premikanje vojakov na našem ozemlju ne bi smelo nikogar skrbeti.« 28. novembra 2021 je Peskov izjavil, da »Rusija nikoli ni načrtovala, ne načrtuje in ne bo načrtovala napada na kogar koli . . . Rusija je miroljubna država, ki si želi dobrih odnosov s svojimi sosedami.« Peskov je 12. decembra 2021 dejal, da se napetosti v zvezi z Ukrajino »ustvarjajo, da bi še bolj demonizirali Rusijo in jo prikazali kot potencialno agresorko«.
Pred invazijo so Putin in uradniki Kremlja sprožili vrsto dolgotrajnih obtožb proti Ukrajini ter zahtev proti Ukrajini in NATU, da bi upravičili vojno.  Putin je 9. decembra 2021 govoril o diskriminaciji rusko govorečih zunaj Rusije: »Moram reči, da je rusofobija prvi korak h genocidu. Vi in jaz vemo, kaj se dogaja v Donbasu. Vsekakor je zelo podobno genocidu.« 15. februarja 2022 je Putin novinarjem dejal: »To, kar se dogaja v Donbasu, je pravzaprav genocid.« Tudi ruska vlada je obsodila ukrajinski jezikovni zakon.
Med drugim povečavnjem ruske vojske na meji je Rusija ZDA in NATU predložila zahteve, ki so vključevale pravno zavezujočo obljubo, da se Ukrajina ne bo pridružila NATU, ter zmanjšanje Natovih enot in vojaške opreme, nameščene v Vzhodni Evropi. Poleg tega je Rusija zagrozila z nedoločenim vojaškim odgovorom, če bo NATO še naprej sledil »agresivni liniji«. Te zahteve so bile večinoma interpretirane kot neizvedljive. Nove članice NATA so se pridružile, ker se je njihovo prebivalstvo na splošno odločalo za varnost in gospodarske priložnosti, ki sta jih ponujala NATO in Evropska unija, ter se oddaljilo od Rusije. Tudi zahteva po uradni pogodbi, ki bi Ukrajini preprečevala vstop v NATO, je bila ocenjena kot neizvedljiva, čeprav NATO ni pokazal nobene želje, da bi ugodil prošnjam Ukrajine za vstop.
Po priznanju republik Doneck in Lugansk je Putin 21. februarja ukazal napotitev ruskih vojakov (vključno z mehaniziranimi silami) v Donbas, kar je Rusija poimenovala »mirovna misija«. Ruska vojska je sporočila, da je ubila pet ukrajinskih »saboterjev«, ki so prečkali mejo z Rusijo, kar je ukrajinski zunanji minister Dmitro Kuleba odločno zanikal. Kasneje istega dne je več neodvisnih medijev potrdilo, da so ruske sile vstopile v Donbas. Intervencijo v Donbasu 21. februarja je Varnostni svet ZN na splošno obsodil in je ni podprl. Kenijski veleposlanik Martin Kimani je Putinovo potezo primerjal s kolonializmom in dejal: »Izkopati se moramo iz žarišča mrtvih imperijev na način, ki nas ne bo pahnil nazaj v nove oblike nadvlade in zatiranja.«
V prvem intervjuju z zahodnim novinarjem s katerim se je Putin strinjal po sprožitvi invazije, je ameriškimu komentatorju Tuckerju Carlsonu februarja 2024 zopet predstavil svoje razloge za napad na Ukrajino. V intervjuju je trdil, da naj bi imela Rusija pravico do ozemlja Ukrajine zaradi različnih zgodovinskih dogodkov vse od razpada Kijevske Rusije v 13. stoletju naprej ter ponovil glavne točke iz svojih predhodnih esejev, v katerih je Ukrajini odrekal pravico do suverenosti ter zanikal obstoj naroda. Za vojno je krivil tudi širjenje zveze NATO kljub (neobstoječim) obljubam da se ta naj ne bi širil, dejstvo da Rusija Ukrajini nikoli ni pustila vstopiti v NATO (kar sicer ni pogoj za vstop) ter da naj bi bila Ukrajina polna neonacistov. Putin je trdil, da Rusija Ukrajine sploh ni napadla ampak se je le odzvala na grožnje varnosti Rusije ter da naj bi vojno leta 2014 začela Ukrajina, ker se naj bi pripravljala na protinapad po ruski okupaciji Krima. Vojno v Donbasu, ki jo je sprožila Rusija leta 2014, je označil za civilno vojno ter trdil tudi, da je Poljska z nesodelovanjem prisilila nacistično Nemčijo, da je začela drugo svetovno vojno. Putin je zatrdil, da Rusija ni dosegla svojih ciljev, saj še niso »denacificirali« Ukrajine. Intervju in Putinove trditve so v Ukrajini ter v zahodnih državah sprožile mnoge negativne odzive. Intervju je bil označen za propagando in širjenje laži.

##### Deportacije ukrajinskih otrok ter nalog za aretacijo Putina
Rusija je pod Putinom prisilno premestila tisoče otrok, jim dodelila rusko državljanstvo, jih prisilno posvojila ruskih družinam ter ustvarila ovire za njihovo vrnitev k svojim pravim staršem. Organizacija združenih narodov je dejala, da so te deportacije vojni zločin. Vladimir Putin je eksplicitno izjavil podporo deportacijam ter vzpostavil zakonodajo za njihovo izvedbo. Starši deportiranih otrok so bili aretirani, ubiti v ruski invaziji ali pa so bili iz različnih razlogov ločeni med njo. Deportirani so bili tudi otroci iz državnih institucij na zasedenih območjih ter otroci, ki so bili odpeljani na »poletne tabore« na ozemlju Rusije. Otroci nekaterih staršev so bili ugrabljeni med postopki v ruskih »filtracijskih« taboriščih. Deportirani otroci so bili podvrženi rusifikaciji ter prevzgoji. Nekaterim otrokom so spremenili imena in priimke, da bi otežili njihovo identifikacijo ter vrnitev. Ukrajina je trdila, da je do 26. maja 2022 bilo v Rusijo deportiranih več kot 238.000 otrok. Ruske oblasti so sredi 2023 trdile, da so »evakuirale« preko 700.000 ukrajinskih otrok. Deportacije je Svet Evrope aprila 2023 z 87 glasovi za, 1 proti ter 1 vzdržan razglasil za dejanje genocida.
17. marca 2023 je bila zaradi domnevnega vojnega zločina deportacije ukrajinskih otrok za Putinom razpisana tiralica Mednarodnega kazenskega sodišča (ICC). Nalog za aretacijo je bil izdan tudi za Marijo Lvovo-Belovo, varuhinjo človekovih pravic v Rusiji in ključno osebo pri deportacijah otrok iz Ukrajine. 123 držav članic ICC je obvezanih Putina aretirati ter predati sodišču, če stopi na njihovo ozemlje.

##### Upor paravojaške skupine Wagner
23. junija 2023 se je ruska paravojaška organizacija Wagner uprla ruski vladi. Do upora je prišlo sredi stopnjevanja napetosti med ruskim obrambnim ministrstvom Sergejem Šojgujem in Jevgenijem Prigožinom, vodjo Wagnerja. Prigožin je upor prikazal kot odgovor na domnevni napad ministrstva na njegove sile. Zavrnil je vladno utemeljitev za invazijo na Ukrajino , okrivil obrambnega ministra Šojguja za vojaške pomanjkljivosti države in ga obtožil, da vodi vojno v korist ruskih oligarhov. V televizijskem nagovoru 24. junija je ruski predsednik Vladimir Putin Wagnerjeva dejanja obsodil kot izdajo in obljubil, da bo upor zadušil.
Prigožinove sile so prevzele nadzor nad Rostovom na Donu in poveljstvom Južnega vojaškega okrožja ter v oklepni koloni napredovale proti Moskvi. Po pogajanjih z beloruskim predsednikom Aleksandrom Lukašenkom je Prigožin upor ustavil in se na večer 24. junija začel umikati iz Rostova na Donu. 23. avgusta 2023, natanko dva meseca po uporu, je Prigožin skupaj z devetimi drugimi ljudmi umrl v letalski nesreči, ko je poslovno letalo strmoglavilo v Tverski regiji, severno od Moskve. Zahodne obveščevalne službe so poročale, da je strmoglavljenje najverjetneje povzročila eksplozija na krovu, in obstaja sum, da je bila vpletena ruska država.

### 2024–: Peti predsedniški mandat
Predsedniške volitve v Rusiji so potekale od 15. do 17. marca 2024. Putin je ob 74 odstotni volilni udeležbi zmagal s 87 odstotno podporo, kar mu je zagotovilo peti mandat. Volilna podpora je bila najvišja v postsovjetski Rusiji. Volitve so mnogi tuji poročevalci opisali kot vnaprej določene navidezne volitve ter jih zaradi pomanjkanja verodostojne opozicije kritizirali kot nepravične. Predsedniške volitve so potekale tudi na okupiranih območjih Ukrajine, kjer so volitve potekale ob prisotnosti vojske, zato so tuji poročevalci izvedbo volitev označili kot nesvobodno in prisilno. Na volitvah ni bilo zunanjih opazovalcev mednarodnih organizacij. Statistična analiza medijev Novaja gazeta Evropa in Meduza so pokazale večje anomalije, ki nakazujejo na verjetnost obsežnih volilnih poneverb.
Kmalu po volitvah se je zgodil napad na dvorano Krokus, v katerem je bilo ubitih 144 ljudi in 551 poškodovanih.
7. maja 2024 je uradno zaprisegel svoj peti mandat. Vabilo na zaprisego so je zavrnila večina evropskih držav in ZDA. Sledeča zamenjava obrambnega ministra Sergeja Šojguja je po mnenju analitikov pokazatelj želje za prehod na vojno ekonomijo in priprave na še več let vojne.

## Zasebno življenje

### Družina
28. julija 1983 se je Putin poročil z Ljudmilo Škrebnevo, od leta 1985 do 1990 sta skupaj živela v Vzhodni Nemčiji. Imata dve hčerki, Marijo Putino, rojeno 28. aprila 1985 v Leningradu, in Jekaterino Putino, rojeno 31. avgusta 1986 v Dresdnu, Vzhodna Nemčija.
Preiskava Proekt Media leta 2020 trdil, da ima Putin s Svetlano Krivonogih še eno hčer, Elizaveto, rojeno leta 2003.
Aprila 2008 je Moskovski dopisnik poročal, da se je Putin ločil z Ljudmilo in se poročil z ritmično telovadko Alino Kabajevo. Zgodba je bila zanikana, prav tako sta se Putin in Ljudmila še naprej javno pojavljala kot zakonca, status njegovega odnosa s Kabajevo pa je postal tema ugibanj. V naslednjih letih so pogosto poročali, da imata Putin in Kabajeva skupaj več otrok, čeprav so bila ta neutemeljena poročanja zanikana.
6. junija 2013 sta Putin in Ljudmila sporočila, da je njun zakon končan, 1. aprila 2014 pa je Kremelj potrdil, da je ločitev dokončna. Leta 2015 naj bi Kabajeva rodila hčerko; Putin naj bi bil oče. Leta 2019 naj bi Kabajeva Putinu rodila sinova dvojčka.
Putin ima dva vnuka, rojena v letih 2012 in 2017.
Njegov bratranec Igor Putin je bil direktor moskovske banke Master Bank in bil obtožen številnih škandalov o pranju denarja.

### Hišni ljubljenčki
Glavni članek: Hišni ljubljenčki Vladimirja Putina
Putin je od različnih voditeljev držav prejel pet psov: Konnija, Buffy, Jume, Vernija in Pašo. Konni je poginil leta 2014. Ni znano, kaj se je zgodilo s prejšnjima dvema pudljema družine Putin, Tosjo in Rodeom.

### Vera
Putin pripada Ruski pravoslavni Cerkvi. Njegova mama je bila predana krščanska vernica in obiskovala Rusko pravoslavno cerkev, medtem ko je bil njegov oče ateist. Čeprav njegova mama doma ni hranila ikon, je kljub takratnemu vladnemu preganjanju njene vere redno obiskovala cerkev. Mama je Vladimirja skrivaj krstila kot otroka in ga redno vodila na bogoslužja. Po Putinovih besedah se je njegovo versko prebujanje začelo po hudi prometni nesreči, v kateri je bila udeležena njegova žena leta 1993, in življenjsko nevarnem požaru, ki je požgal njihovo dačo avgusta 1996.

## Nagrade
- 1999 - Človek leta (Rusija)
- 2002 - Red Svetega ravnoapostolskega kneza Vladimira (Rusija)
- 2003 - Red Svetega carja Borisa (Bolgarska pravoslavna cerkev)
- 2023 - Orden Republike Srbske na ogrlici (Republika Srbska)